# 동산로 (인천)
동산로(東山路)는 인천광역시 미추홀구 숭의동에서 동구 송림동 송림오거리까지 이르는 인천광역시도로, 총 연장은 930m이다. 또한 이 거리는 인천 출신의 유명한 야구 선수인 류현진의 모교가 인접해 있기 때문에, 류현진 야구거리로 매우 유명한 거리이기도 하다. 또한 해당 도로는 중간에는 도화동을 잠깐 경유한다.

## 유래
해당 도로명은 인접한 동산중•고교의 명칭을 인용하여 제명하였으며, 인지도가 매우 높은 것을 반영하여 제정되었다.

## 노선 정보
- 총 연장 : 0.93 km
- 기점 : 인천광역시 미추홀구 숭의동 105-38 (박문사거리 = 석정로와 교차)
- 종점 : 인천광역시 동구 송림동 60-44 (송림오거리 = 샛골로, 송림로와 교차)

## 지리

### 통과하는 지자체
- 인천광역시
  - 미추홀구 (숭의동 - 도화동) - 동구 (송림동)

### 접촉하는 도로
- 석정로
- 재능로
- 새천년로
- 금곡로
- 송림로
- 샛골로[A]

### 주변에 있는 시설
미추홀구
- 도화동신협 본점
- 러블리강아지

동구
- 한양카센타
- 인천동구건강가정다문화가족지원센터
- 진로아파트
- 진로아파트 상가동
- 삼화페인트
- 하늘빛감리교회
- 진천토종순대기사식당
- 황허장
- 동산 타이어
- 우리카 써비스
- 동산교회
- 류현진 야구거리
- 동산고등학교
- 동산중학교
- 인천옹진농협 동산지점
- 희망의집
- 프로미카월드 인천송림점
- 태화루중화요리
- BBQ 인천송림스타점
- 쎄븐아기사진
- 그랜드마트 송림점
- 송림그린파크아파트
- 동산가축병원
- 약선당토속감자탕 송림점
- 1급글로벌자동차서비스
- 현대모비스 미래상사
- 삼천리자전거 송림점
- 대동의원
- 인천송림동우체국
- 밝은눈안경 송림점

## 같이 보기
- 새천년로